# Az FC Sopron 2002–2003-as szezonja
Az FC Sopron 2002–2003-as szezonja szócikk az FC Sopron első számú férfi labdarúgócsapatának egy szezonjáról szól.

## Mérkőzések
| Színmagyarázat | Színmagyarázat |
| -------------- | -------------- |
|                | Győzelem.      |
|                | Döntetlen.     |
|                | Vereség.       |

### Borsodi Liga 2002–03

#### Őszi fordulók
| 1. forduló 2002. július 27. |

| FC Sopron                                     | 1 – 2   | Debreceni VSC                                |
| --------------------------------------------- | ------- | -------------------------------------------- |
| Tóth M. 51' Csiszár 18' Majoroš 24' Bausz 86' | (0 – 1) | Szekeres 1' Kerekes 54' Sándor 23' Balog 74' |

| Káposztás utcai Stadion, Sopron Nézőszám: 3 740 Játékvezető: Juhos Attila (magyar) |

| 2. forduló 2002. augusztus 3. |

| Győri ETO                             | 2 – 0   | FC Sopron                                  |
| ------------------------------------- | ------- | ------------------------------------------ |
| Baranyai 18' Szanyó 41' Jovanović 30' | (2 – 0) | Majoroš 24' Somogyi 27' Fehér 72' Sira 83' |

| Rába ETO Stadion, Győr Nézőszám: 3 400 Játékvezető: Kiss Béla (magyar) |

| 3. forduló 2002. szeptember 25. |

| FC Sopron                      | 2 – 2   | Zalaegerszegi TE           |
| ------------------------------ | ------- | -------------------------- |
| Tóth M. 12' Sira 33' Fehér 18' | (2 – 1) | Kenesei 13' 64' Vincze 89' |

| Káposztás utcai Stadion, Sopron Nézőszám: 2 000 Játékvezető: Bede Ferenc (magyar) |

- Elhalasztott mérkőzés.

| 4. forduló 2002. augusztus 18. |

| Ferencváros                    | 2 – 0               | FC Sopron |
| ------------------------------ | ------------------- | --------- |
| Tököli 34' Gyepes 68' Gera 64' | (1 – 0) Jegyzőkönyv |           |

| Üllői út, Budapest Nézőszám: 8 178 Játékvezető: Sápi Csaba (magyar) |

| 5. forduló 2002. augusztus 24. |

| FC Sopron                 | 1 – 2   | Siófok FC                                    |
| ------------------------- | ------- | -------------------------------------------- |
| Tóth M. 90+2' Tóth A. 56' | (0 – 1) | Usvat 10' Filipović 86' Schwarcz 7' Gaál 80' |

| Káposztás utcai Stadion, Sopron Nézőszám: 2 000 Játékvezető: Erdős József (magyar) |

| 6. forduló 2002. augusztus 31. |

| Kispest–Honvéd                           | 1 – 1   | FC Sopron              |
| ---------------------------------------- | ------- | ---------------------- |
| Torghelle 6' 82' Piroska 17' Tóth J. 56' | (1 – 1) | Somogyi 19' Pintér 18' |

| Bozsik József Stadion, Budapest Nézőszám: 1 500 Játékvezető: Solymosi Péter (magyar) |

| 7. forduló 2002. szeptember 15. |

| FC Sopron                          | 3 – 1   | Előre FC Békéscsaba        |
| ---------------------------------- | ------- | -------------------------- |
| Tóth M. 17' Somogyi 27' Sira 90+2' | (2 – 1) | Megyesi 24' (11-esből) 73' |

| Káposztás utcai Stadion, Sopron Nézőszám: 2 200 Játékvezető: Kassai Viktor (magyar) |

| 8. forduló 2002. szeptember 21. |

| FC Sopron                                   | 2 – 0   | Videoton |
| ------------------------------------------- | ------- | -------- |
| Tóth M. 60' Tóth A. 66' Sira 57' Pintér 72' | (0 – 0) |          |

| Káposztás utcai Stadion, Sopron Nézőszám: 2 300 Játékvezető: Világi Balázs (magyar) |

| 9. forduló 2002. szeptember 28. |

| Dunaferr SE | 1 – 0   | FC Sopron   |
| ----------- | ------- | ----------- |
| Lengyel 61' | (0 – 0) | Tóth A. 38' |

| Dunaújváros Nézőszám: 2 000 Játékvezető: Drucskó János (magyar) |

| 10. forduló 2002. október 5. |

| FC Sopron                                                             | 3 – 2   | MTK Hungária    |
| --------------------------------------------------------------------- | ------- | --------------- |
| Pintér 6' Tóth M. 59' Horváth 69' Csiszár 34' Fehér 45' Majoroš 90+2' | (1 – 2) | Ferenczi 7' 27' |

| Káposztás utcai Stadion, Sopron Nézőszám: 2 000 Játékvezető: Szarka Zoltán (magyar) |

| 11. forduló 2002. október 19. |

| Újpest                                                       | 3 – 0   | FC Sopron  |
| ------------------------------------------------------------ | ------- | ---------- |
| Tamási 7' 18' Kovács 68' Szélesi 29' Vlaszák 38′ Horváth 56' | (2 – 0) | Perger 17' |

| Megyeri út, Budapest Nézőszám: 3 500 Játékvezető: Fábián Mihály (magyar) |

| 12. forduló 2002. október 26. |

| Debreceni VSC                                 | 3 – 3   | FC Sopron                                       |
| --------------------------------------------- | ------- | ----------------------------------------------- |
| Böőr 13' 80' Kiss 69' Bajzát 74' Șumudică 20' | (1 – 0) | Sira 59' 71' Tóth M. 86' Csiszár 40' Farkas 68' |

| Oláh Gábor utcai stadion, Debrecen Nézőszám: 5 000 Játékvezető: Bede Ferenc (magyar) |

| 13. forduló 2002. november 2. |

| FC Sopron                | 0 – 0   | Győri ETO              |
| ------------------------ | ------- | ---------------------- |
| Szabados 23' Somogyi 84' | (0 – 0) | Jovanović 2' Böjte 42' |

| Káposztás utcai Stadion, Sopron Nézőszám: 3 500 Játékvezető: Arany Tamás (magyar) |

| 14. forduló 2002. november 9. |

| Zalaegerszegi TE           | 3 – 0   | FC Sopron |
| -------------------------- | ------- | --------- |
| Faragó 16' 47' Egressy 18' | (2 – 0) |           |

| ZTE Aréna, Zalaegerszeg Nézőszám: 3 500 Játékvezető: Kassai Viktor (magyar) |

| 15. forduló 2002. november 16. |

| FC Sopron                     | 1 – 3               | Ferencváros                     |
| ----------------------------- | ------------------- | ------------------------------- |
| Bausz 75' Fehér 4' Pintér 33' | (0 – 2) Jegyzőkönyv | Tököli 10' Gera 32' Kriston 72' |

| Káposztás utcai Stadion, Sopron Nézőszám: 5 000 Játékvezető: Juhos Attila (magyar) |

| 16. forduló 2002. november 23. |

| Siófok FC     | 2 – 1   | FC Sopron                                     |
| ------------- | ------- | --------------------------------------------- |
| Szabó 37' 64' | (1 – 1) | Horváth A. 27' Csiszár 10' Fehér 31' Sira 33' |

| Révész Géza utcai stadion, Siófok Nézőszám: 1 500 Játékvezető: Megyebíró János (magyar) |

| 17. forduló 2002. november 30. |

| FC Sopron                                                   | 4 – 2   | Kispest–Honvéd                                     |
| ----------------------------------------------------------- | ------- | -------------------------------------------------- |
| Tóth 5' Csiszár 14' Javrujan 43' Somogyi 70' Horváth R. 19' | (3 – 1) | Bárányos 10' Borgulya 80' 73' Babos 51' Pandur 63' |

| Káposztás utcai Stadion, Sopron Nézőszám: 2 500 Játékvezető: Kiss Béla (magyar) |

#### Tavaszi fordulók
| 18. forduló 2003. március 8. |

| Előre FC Békéscsaba        | 0 – 5   | FC Sopron                                               |
| -------------------------- | ------- | ------------------------------------------------------- |
| Grujić 44′, 67′ Bujáki 58' | (0 – 3) | Sira 8' Bagoly 36' Balaskó 41' Javrujan 81' Somogyi 87' |

| Kórház utcai stadion, Békéscsaba Nézőszám: 3 000 Játékvezető: Szabó Zsolt (magyar) |

| 19. forduló 2003. március 12. |

| Videoton                                  | 3 – 2   | FC Sopron                                     |
| ----------------------------------------- | ------- | --------------------------------------------- |
| Pomper 19' Dvéri 66' Szalai 72' Monye 58' | (1 – 1) | Lazić 44' Tóth M. 84' Tóth A. 43' Fehér 90+2' |

| Sóstói Stadion, Székesfehérvár Nézőszám: 3 000 Játékvezető: Erdős József (magyar) |

| 20. forduló 2003. március 15. |

| FC Sopron                                | 4 – 1   | Dunaferr SE                      |
| ---------------------------------------- | ------- | -------------------------------- |
| Somogyi 35' 84' Balaskó 39' Javrujan 58' | (2 – 1) | Nikolov 17' Pintér 44' Vaskó 83' |

| Káposztás utcai Stadion, Sopron Nézőszám: 2 400 Játékvezető: Szabó Róbert (magyar) |

| 21. forduló 2003. március 21. |

| MTK Hungária             | 0 – 0   | FC Sopron                             |
| ------------------------ | ------- | ------------------------------------- |
| Rednic 38' Smiljanić 66' | (0 – 0) | Somogyi 26' Pintér 67' Horváth A. 83' |

| Hidegkuti Nándor Stadion, Budapest Nézőszám: 1 000 Játékvezető: Hajdó Attila (magyar) |

| 22. forduló 2003. április 5. |

| FC Sopron               | 0 – 1   | Újpest                 |
| ----------------------- | ------- | ---------------------- |
| Balaskó 14' Majoroš 40' | (0 – 0) | Tamási 59' Vanczák 70' |

| Káposztás utcai Stadion, Sopron Nézőszám: 2 200 Játékvezető: Megyebíró János (magyar) |

| 23. forduló (rájátszás) 2003. április 12. |

| FC Sopron                         | 1 – 1   | Dunaferr SE |
| --------------------------------- | ------- | ----------- |
| Javrujan 40' Fehér 74' Bagoly 84' | (1 – 0) | Lengyel 69' |

| Káposztás utcai Stadion, Sopron Nézőszám: 1 900 Játékvezető: Kassai Viktor (magyar) |

| 24. forduló (rájátszás) 2003. április 19. |

| Zalaegerszegi TE                                        | 4 – 1   | FC Sopron                                       |
| ------------------------------------------------------- | ------- | ----------------------------------------------- |
| Kenesei 5' 62' Kocsárdi 59' Fehér 73' (öngól) Csóka 57' | (1 – 0) | Tóth M. 65' Lazić 42' Tóth A. 60' Balaskó 90+1' |

| ZTE Aréna, Zalaegerszeg Nézőszám: 2 000 Játékvezető: Világi Balázs (magyar) |

| 25. forduló (rájátszás) 2003. április 23. |

| FC Sopron                                                         | 3 – 2   | Kispest–Honvéd                                                       |
| ----------------------------------------------------------------- | ------- | -------------------------------------------------------------------- |
| Tóth M. 61' Javrujan 70' Tóth A. 83' 22' Lambulić 50' Majoroš 71' | (0 – 2) | Torghelle 4' Hamar 24' Takács 9' Erős 71' Hercegfalvi 81' Pandur 87' |

| Káposztás utcai Stadion, Sopron Nézőszám: 1 500 Játékvezető: Kiss Béla (magyar) |

| 26. forduló (rájátszás) 2003. április 26. |

| Előre FC Békéscsaba                                       | 2 – 2   | FC Sopron                                                             |
| --------------------------------------------------------- | ------- | --------------------------------------------------------------------- |
| Hoffmann 11' Tóth 20' Bujáki 13' Udvari 22' Schindler 65' | (2 – 0) | Somogyi 61' Javrujan 67' Fehér 25' Tóth A. 33' Pintér 65' Balaskó 75' |

| Kórház utcai stadion, Békéscsaba Nézőszám: 2 500 Játékvezető: Szabó Zsolt (magyar) |

| 27. forduló (rájátszás) 2003. május 3. |

| FC Sopron | 0 – 2   | Videoton                                                  |
| --------- | ------- | --------------------------------------------------------- |
|           | (0 – 0) | Pomper 79' Tóth N. 90+1' Szalai 14' Paleikov 39' Róth 82' |

| Káposztás utcai Stadion, Sopron Nézőszám: 1 750 Játékvezető: Saskőy Szabolcs (magyar) |

| 28. forduló (rájátszás) 2003. május 10. |

| Dunaferr SE                        | 1 – 2   | FC Sopron                            |
| ---------------------------------- | ------- | ------------------------------------ |
| Nikolov 38' Bükszegi 50' Vaskó 86' | (1 – 0) | Javrujan 75' Balaskó 79' Tóth A. 17' |

| Dunaújváros Nézőszám: 1 000 Játékvezető: Solymosi Péter (magyar) |

| 29. forduló (rájátszás) 2003. május 14. |

| FC Sopron                                    | 2 – 2   | Zalaegerszegi TE                          |
| -------------------------------------------- | ------- | ----------------------------------------- |
| Tóth M. 22' Somogyi 25' Fehér 59' Pintér 71' | (2 – 1) | Kenesei 30' Ljubojević 63' 43' Babati 14' |

| Káposztás utcai Stadion, Sopron Nézőszám: 1 000 Játékvezető: Arany Tamás (magyar) |

| 30. forduló (rájátszás) 2003. május 17. |

| Kispest–Honvéd                               | 0 – 0   | FC Sopron                                       |
| -------------------------------------------- | ------- | ----------------------------------------------- |
| Torghelle 77′, 88′ Simon 78' Bárányos m. u.′ | (0 – 0) | Somogyi 77' Javrujan 85' Lambulić 88′ Lazić 88′ |

| Bozsik József Stadion, Budapest Nézőszám: 1 500 Játékvezető: Drucskó János (magyar) |

| 31. forduló (rájátszás) 2003. május 23. |

| FC Sopron                 | 1 – 3   | Előre FC Békéscsaba                     |
| ------------------------- | ------- | --------------------------------------- |
| Tóth M. 47' 20' Fehér 70' | (0 – 0) | Tóth Gy. 52' 58' Megyesi 73' Udvari 88' |

| Káposztás utcai Stadion, Sopron Nézőszám: 2 000 Játékvezető: Makai János (magyar) |

| 32. forduló (rájátszás) 2003. május 31. |

| Videoton             | 1 – 2   | FC Sopron               |
| -------------------- | ------- | ----------------------- |
| Róth 41' Vilotić 23' | (1 – 0) | Tóth M. 82' Horváth 88' |

| Sóstói Stadion, Székesfehérvár Nézőszám: 1 070 Játékvezető: Sápi Csaba (magyar) |

#### A végeredmény (Alsóház)
| #  | Csapat               | J  | Gy | D | V  | Rg | Kg | Gk  | P  | Megjegyzés             |
| -- | -------------------- | -- | -- | - | -- | -- | -- | --- | -- | ---------------------- |
| 7  | Zalaegerszegi TE FC  | 32 | 15 | 8 | 9  | 62 | 49 | +13 | 53 |                        |
| 8  | Videoton FC Fehérvár | 32 | 11 | 7 | 14 | 46 | 41 | +5  | 40 | 2003-as Intertotó-kupa |
| 9  | MATÁV FC Sopron      | 32 | 9  | 9 | 14 | 47 | 54 | -7  | 36 |                        |
| 10 | Előre FC Békéscsaba  | 32 | 9  | 5 | 18 | 42 | 71 | -29 | 32 |                        |
| 11 | Kispest Honvéd FC    | 32 | 8  | 5 | 19 | 43 | 66 | -23 | 29 | Kiesett az NB I/B-be   |
| 12 | Dunaferr SE          | 32 | 4  | 8 | 20 | 37 | 72 | -35 | 20 | Kiesett az NB I/B-be   |

## Külső hivatkozások
- A csapat hivatalos honlapja